# Городищи (Меленковский район)
Городищи — деревня в Меленковском районе Владимирской области России, входит в состав Денятинского сельского поселения.

## География
Деревня расположена на берегу речки Жерновка в 16 км на восток от центра поселения села Денятино и в 27 км на северо-восток от города Меленки.

## История
Деревня впервые упоминается в окладных книгах 1676 года в составе Просеницкого прихода, в ней тогда было 6 дворов крестьянских и 2 бобыльских.
В конце XIX — начале XX века деревня входила в состав Папулинской волости Меленковского уезда, с 1926 года — в составе Муромского уезда. В 1859 году в деревне числилось 58 дворов, в 1905 году — 66 дворов, в 1926 году — 106 дворов.
С 1929 года деревня являлась центром Городищенского сельсовета Меленковского района, с 1940 года — в составе Просеницкого сельсовета, с 1954 года — в составе Папулинского сельсовета, с 2005 года — в составе Денятинского сельского поселения. 

## Население
| 1859 | 1905 | 1926 | 2002 | 2010 | 2021 |
| ---- | ---- | ---- | ---- | ---- | ---- |
| 300  | ↗431 | ↗529 | ↘18  | →18  | ↗19  |